# Huawei P20 lite
Huawei P20 lite — смартфон з 5.84-дюймовим FHD-екраном, що оздоблений тонкою рамкою, яку майже непомітно. Був представлений на китайському ринку 27 березня 2018 року під назвою Huawei nova 3e.

## Апаратне забезпечення
Смартфон побудований на базі чипсета HUAWEI Kirin 659, з восьмиядерним процесором, має 4 ядра Cortex A53 з частотою 2.36 ГГц і 4 ядра Cortex A53 з частотою 1.7 ГГц. Графічне ядро — Mali-T830 MP3. Пристрій має дисплей типу IPS LCD з діагоналлю 5,8" і роздільною здатністю FHD+1080x2280. Співвідношення сторін 19:9.
Внутрішня пам'ять апарату складає 64 ГБ, Оперативна пам'ять — 4 ГБ. В комплекті нез'ємний акумулятор на 3000 мА/г.
Huawei P20 lite має подвійну камеру, основних модулів 2 — на 16 МП (діафрагма f/2.2, розмір пікселя 1.12 мкм) і 2 МП.

## Програмне забезпечення
Працює на операційній системі Android 8.0 з графічною оболонкою EMUI 8.0.
Підтримує стандарти зв'язку: GSM 850/900/1800/1900 МГц, UMTS 850/900/1900/2100 МГц, LTE 1, 3, 7, 8, 20. Має дві сімкартки.
Бездротові інтерфейси: Wi-Fi 802.11 a/b/g/n/ac (2.4/5 ГГц), Bluetooth 4.2 (aptX, aptX HD), USB Type-C 2.0 OTG, NFC.
Смартфон підтримує навігаційні системи: GPS, ГЛОНАСС, BeiDou.